# Инструментальный рок
Инструментальный рок — жанр рок-музыки, в котором преобладает игра на инструментах, а вокал используется редко или вовсе отсутствует. Был наиболее популярен в 1950—1960-х годах. Примеры инструментального рока можно найти практически в любом жанре. На инструментальный рок оказали влияние такие исполнители, как Джо Сатриани, Стив Вай, Линк Рей, Эрик Джонсон, Чак Берри, Surfaris, Дик Дейл, The Ventures, The Shadows, Джефф Бек, Дженнифер Баттен, Пол Гилберт, Лес Фрадкин, Booker T. and the M.G.’s, The Champs и Фрэнк Заппа.

## История
В рок-н-ролле инструментальные композиции были наиболее популярны с середины 1950-х по середину 1960-х годов до британского вторжения.
Одной из ранних инструментальных композиций была «Honky Tonk» группы The Bill Doggett Combo, имевшая скользкий ритм, «извилистое» звучание саксофона и органную структуру. Блюзмен Джимми Рид попал в чарты с инструментальными композициями «Boogie in the Dark» и «Roll and Rhumba».
Джазовый саксофонист Эрл Бостик возобновил свою карьеру с инструментальных композиций, таких как «Harlem Nocturne» и «Earl’s Rhumboogie». Другими джазовыми музыкантами, прорвавшимися в хит-парады, были Тэб Смит и Арнетт Кобб. Несколько ритм-энд-блюзовых саксофонистов также попали в хит-парады с инструментальными композициями, в том числе Big Jay McNeeley, Red Prysock и Ли Аллен, чья «Walking with Mr. Lee» была очень популярной.
Существовало несколько известных блюзовых инструментальных композиций в течение 1950-х годов; композиция «Juke» Литтла Уолтера была хитом.
Инструментальные рок-композиции могли быть подчеркнуты электроорганом («Telstar» группы The Tornados, «The Happy Organ» Дейва Кортеза, «Red River Rock» группы Johnny and The Hurricanes), или саксофоном («Tequila» группы The Champs, «Don’t Be Cruel» Билла Блэка, «McDonald’s Cave» группы The Piltdown Men’s), но гитара была наиболее значительным инструментом. Гитарист Дуэйн Эдди попал в хит-парады с несколькими инструментальными хитами. Кроме того, Эдди был первым рок-н-ролльным артистом, выпустившим альбом в режиме стерео.
Группа The Fireballs, показавшая отличительную гитарную работу Джорджу Томско, начала свою карьеру в конце 1950-х годов с такими инструментальными хитами, как «Torquay» и «Bulldog». Группа впервые использовала следующую инструментальную конфигурацию: гитара / гитара / бас / барабаны. В результате чего они открыли путь группам The Ventures, The Shadows, и сёрф-сцене.
The Shadows с гитарами Stratocaster и усилителями Vox, используя эффекты reverb и echo, с 1960 года записывали свои известные хит-синглы, такие как «Apache», «Wonderful land», «FBI» и другие. The Shadows (с Клиффом Ричардом) доминировали в британских чартах с 1959—1963 годах до битломании, с которой прибыло безразличие диск-жокеев к инструментальным синглам.
The Ventures, гитарная работа которых оказала большое влияние на многих более поздних рок-гитаристов, помогли сформировать сёрф-музыку, которая на данном этапе практически полностью состояла из сильно зареверберированных электрогитар.
Сёрф-музыка была довольно популярна в начале 1960-х годов и, как правило, отличалась довольно простой и мелодичной манерой игры. Исключением является Дик Дэйл, получивший известность за свою быструю игру.
После британского вторжения рок-музыка сильно изменилась, и инструментальные хиты, в основном, были в жанре RNB. Среди известных артистов выделяются Booker T. & the M.G.’s и саксофонист Уолкер младший.
В 1969 Fleetwood Mac с лидером Питером Грином достигли первых мест в чартах благодаря инструментальной композиции «Albatross».
Стив Кроппер из MG’s утверждает:
У нас были проблемы с получением трансляции, так как диск-жокеям не нравилось играть песни без вокала. Становилось всё хуже и хуже и хуже, пока они, наконец, не вытолкнули каждый инструментальный ансамбль в стране из бизнеса.
Последним важным развитием инструментального рока до британского вторжения была версия песни «Memphis» Чака Берри, исполненная Лонни Маком, взлетевшая до 5 места в чарте Pop Billboard в июне 1963 года. Полнометражная виртуозная гитарная пьеса, наполненная блюзовыми гаммами и искажением, Memphis Мака открыл эпоху блюз-роковой гитары, в которой этот жанр достиг своего пика в более поздних записях Эрика Клэптона, Джимми Хендрикса и Стиви Рэй Вона. В 1960 только две инструментальные рок-композиции попали в Billboard Top-5: «Because They’re Young» Эдди Дуэйна и «Walk, Don’t Run» The Ventures.
В августе 1964 года компания Checker Records выпустила альбом Two Great Guitars, на котором были записаны композиции пионеров рок-н-ролла: Чака Берри и Бо Диддли. Этот альбом является одним из первых в рок-музыке джем-сейшеном.
Альбом Фрэнка Заппы Hot Rats, один из его бестселлеров, был инструментальным рок-альбомом.

### 1970-е годы
Джаз-фьюжн 1970-х годов часто имел значительные стилистические перекрещивания с роком, а у таких групп, как Return to Forever, Mahavishnu Orchestra и Weather Report были популярны среди рок-фанатов.
Рок-группа Allman Brothers не считается инструментальной, но у них есть много инструментальных версий своих песен. Примером является 22-минутная версия «Whipping Post» из альбома Fillmore East на LP. Их инструментальные композиции «In Memory of Elizabeth Reed» и «Jessica» пользуются популярностью, а последняя была показана в качестве заставки в 1977 и 2002 под формат передачи Top Gear.
В 1970-е годы Джефф Бек записал два полностью инструментальных альбома: Blow by Blow и Wired. Успешные среди основной аудитории, оба альбома имеют сильное джазовое влияние, а последний содержал кавер-версию песни классического джазового исполнителя Чарльза Мингуса «Goodbye Pork Pie Hat».
Прогрессивный рок и арт-рок исполнителей 1960-х и 1970-х годов заслуживают особого упоминания. Многие из этих музыкантов отличались виртуозными инструментальными признакам исполнениями (а также случайными инструментальными композициями), но в многих композициях также фигурирует вокал. King Crimson приобрела массовый культ в конце 1960-х и 1970-х годов с их взрывной инструментальной мощностью, которая объединила рок, джаз, классику и тяжелые стили метала, хотя в их альбомы также входили песни с вокалом. Tubular Bells Майка Олдфилда, прогрессивный рок-альбом, выпущенный в 1973 году, был полностью инструментальным (за исключением некоторых коротких произнесённых слов) и является одним из самых продаваемых альбомов инструментальной рок-музыки. Он был продан в количестве 16 миллионов копий. Один из самых известных альбомов группы Camel, The Snow Goose, был полностью инструментальным.
Свои виды инструментального рока на основе национальных традиций появлялись в различных странах. Голландская прогрессив-рок-группа Focus приобрела мировую известность как один из видных коллективов в жанре арт-рока, выпуская исключительно инструментальные альбомы. Группа Finch записала три полностью инструментальных альбома прогрессивного рока, которые являются предметом продолжающегося интереса. В Испании в конце 70-х появился, а в 80-х получил распространение фламенко-рок (наиболее значительные представители — Triana и Vega), в котором соединились испанская народная музыка фламенко с ритмами и инстументалом рок-музыки. Многие исполнители немецкого краут-рока играли длинные продолжительные музыкальные импровизации без или с минимальным количеством вокала.
Сёрф-музыка «второй волны» началась в 1979 году с выпуском первой записи группы Jon and Nightriders.

### 1980-е годы
В 1980-е годы инструментальный рок доминировал у некоторых гитаристов. Шведский виртуоз Ингви Мальмстин сделал себе имя в 1984 году, играя в популярной группе Alcatrazz, а затем, выпустив свой дебютный сольный альбом Rising Force в том же году, попал на 60 место в чарте Billboard. Альбом Джо Сатриани Surfing With The Alien в 1987 году стал хитом, содержавшим популярные когда-либо инструментальную балладу «Always With Me, Always With You» и блюз-буги композицию «Satch Boogie». Два года спустя вышел следующий инструментальный альбом Сатриани Flying in a Blue Dream.
После того, как Мальмстин покинул Alcatrazz, он был заменен Стивом Вайем, который до этого играл в группе Фрэнка Заппы. Следуя традиции (и после краткого пребывания в группе Дэвида Ли Рота с 1986 по 1988), Вай продолжал выпускать большое количество высоко оценённых сольных альбомов. Вероятно, самым известным из них был Passion and Warfare 1990 года выпуска.
Американский гитарист-виртуоз Джейсон Беккер выпустил два альбома с группой Cacophony. Cacophony была в основном инструментальным ансамблем Беккера и Марти Фридмана (последний продолжил играть в трэш-метал группе Megadeth). Прежде чем у Беккера диагностировали болезнь Лу Герига, он выпустил два сольных инструментальных альбома.
В 1984 году в Великобритании была основана группа Ozric Tentacles, по сей день остающаяся знаковым коллективом в жанре инструментального спейс-рока.

### 1990-е годы
В 1990 году Стив Вай выпустил Passion and Warfare. Слияние рока, джаза, классической и восточной тональностей, Passion and Warfare была техническим прорывом в отношении того, что может быть достигнуто в области гитарной техники и композиции. За этим последовал в 1995 году тройной альбом Alien Love Secrets. Некоторые критики рассматривают его как самый эпический и сложный альбом Вая на сегодняшний день. Год спустя вышел следующий альбом Fire Garden.
В 1995 году Майкл Анджело Батио, прославившийся в группе Nitro, выпустил свой первый CD под названием No Boundaries, с которого он начал свою сольную карьеру. Его альбомы состояли из инструментального рока, но в то же время были признаки вокала Майкла и других вокалистов.
В 1990-е годы инструментальная музыка процветала среди инди-рок-групп во многом благодаря «пост-роковым» группам: Tortoise, Mogwai и Cul de Sac.
В фильме Квентина Тарантино Криминальное чтиво была сделана ставка на использование инструментальной рок-музыки в качестве саундтрека, тем самым стимулируя интерес к классическим инструменталистам и возрождая карьеру Дика Дейла.
С ростом гранжа гитар-ориентированный инструментальный тип рока в 1980-е годы стал менее популярным, но несколько артистов остались процветать в этом стиле.

### 2000-е годы
За последние десять лет было много новых альбомов в жанре инструментальный рок. Большинство популярных гитарных героев из 1980-х годов «помолодели» и в целом получили хорошие отклики, во многом благодаря обновлённой звуковой аппаратуре на их последних релизах. Такие артисты, как Стив Морс, Марти Фридман, Пол Гилберт, Рон Ярзомбек, Джо Сатриани и Мальмстин продолжают выпускать инструментальную рок-музыку и гастролировать с большим успехом. Тем не менее, по-прежнему крайне редко можно услышать инструментальную роковую мелодию по радио, или увидеть её в музыкальных чартах. Лес Фрадкин популяризовал музыкальный журнал Beatles, специализирующийся на инструментальном роке.
2000-е годы уступили место новому стилю исполнения. Джон Лоури (он же Джон 5) после ухода из Marilyn Manson в 2003 году выпустил сольный инструментальный альбом. Его альбом Vertigo состоял из головокружительной смеси метала, рокабилли, рок-н-ролла, блюграсса и некоторых музыкальных стилей. У альбома был успех, а после выпуска Songs for Sanity, в записи которого участвовали Стив Вай и Альберт Ли, стал ещё больше (одна из лучших записей продажи лейбла Shrapnel). Он так же поступил и в 2007 году с альбомом Devil Knows My Name, на котором отметились Джо Сатриани, Джим Рут и Эрик Джонсон. После этого, следуя традиции, он выпустил DVD с тем же названием. Особенность этого диска в том, что он содержит первое учебное руководство по игре песен. В 2008 году вышел альбом Requiem.
Кроме того, 2000-е годы отметились ростом популярности пост-роковых групп, многие из которых создали инструментальные рок-песни. Фирма Constellation Records выпускала композиции таких пост-рок коллективов, как Godspeed You!, Black Emperor, Do Make Say Think, Austin TV, Mogwai, God Is an Astronaut, Russian Circles и Explosions in the Sky.
Сольные альбомы гитариста Омара Родригеса-Лопеса в основном инструментальные (Old Money) или преимущественно инструментальные (Se Dice Bisonte, No Bufalo).
В детских телевизионных программах часто звучат инструментальные рок-композиции. Из этого факта извлекла выгоду группа Black Moth Super Rainbow, инструментальное трио, берущее много вдохновения из тяжёлого звука Moog синтезатора 1970-х годов.

## Дополнительные ссылки
- Инструментальный Топ 20 с 1960 по 2004 год
- Рок-н-ролльные инструменталки